# 1980 في نيوزيلندا
فيما يلي قوائم الأحداث التي وقعت خلال عام 1980 في نيوزيلندا.

## رياضة
- 1 يناير – كأس نيوزيلندا 1980 الفائز نادي يونيفرستي ماونت ولينغتون.

## مواليد

### يناير
- 1 يناير – أماندا هووبر لاعبة هوكي حقل نيوزيلندية.
- 1 يناير – توبي موريس
- 1 يناير – روث بوكانان فنانة نيوزيلندية.
- 1 يناير – مايك مايهيو فنان نيوزيلندي.
- 1 يناير – ميلاني بيرك تريثلت نيوزيلندية.
- 4 يناير – بيوك ليندن لاعب كرة سلة نيوزيلندي.
- 7 يناير – كامبل جونستون لاعب رغبي نيوزيلندي.
- 13 يناير – بين كاسل لاعب رغبي نيوزيلندي.
- 16 يناير – ستيفن بيتس لاعب رغبي نيوزيلندي.
- 16 يناير – كريس ديفيز لاعب كريكت نيوزلندي.

### فبراير
- 7 فبراير – دونكان غرانت مُجدّف نيوزيلندي.
- 9 فبراير – أدريان ماجستروفيتش لاعب كرة سلة نيوزيلندي.
- 13 فبراير – تامي بويد دراجة نيوزيلندية.
- 27 فبراير – روس هاي لاعب اتحاد رغبي نيوزيلندي.

### مارس
- 4 مارس – سكوت هاملتون لاعب رغبي نيوزيلندي.
- 7 مارس – وارن دوبسون لاعب كرلنغ نيوزيلندي.
- 14 مارس – بين هيرنغ لاعب رغبي نيوزيلندي.
- 26 مارس – كلينت نيولاند لاعب رغبي نيوزيلندي.

### أبريل
- 9 أبريل – إسحاق بوس لاعب رغبي أيرلندي.
- 11 أبريل – إدي ماكلولين
- 14 أبريل – برايس وليامز لاعب رغبي نيوزيلندي.
- 14 أبريل – جيريمي سميث لاعب دوري رغبي نيوزيلندي.
- 15 أبريل – فيلي ماسون
- 16 أبريل – ديفيد هال لاعب اتحاد رغبي نيوزيلندي.
- 25 أبريل – بروس مارتن لاعب كركيت نيوزيلندي.
- 25 أبريل – فيليب بروس لاعب هوكي حقل نيوزيلندي.
- 29 أبريل – فيني دان

### مايو
- 10 مايو – مادلين سامي ممثلة نيوزيلندية.

### يوليو
- 3 يوليو – هايدن أندرسون لاعب كركيت نيوزيلندي.
- 26 يوليو – جاسيندا أرديرن سياسية نيوزيلندية.

### أغسطس
- 8 أغسطس – ميكي روس متزحلق جبال الألب نيوزيلندي.
- 14 أغسطس – نيك إيفانز لاعب رغبي نيوزيلندي.
- 29 أغسطس – نيك ميلر ممثل نيوزيلندي.

### سبتمبر
- 1 سبتمبر – ريان أرشيبالد لاعب هوكي حقل نيوزيلندي.
- 25 سبتمبر – دان بكنغهام لاعب اتحاد رغبي نيوزيلندي.

### أكتوبر
- 29 أكتوبر – كين روبرتسون لاعب رغبي نيوزيلندي.

### نوفمبر
- 3 نوفمبر – جايسون ماكدونالد لاعب رغبي نيوزيلندي.
- 4 نوفمبر – مايك فرازير
- 5 نوفمبر – دونالد ليتش مُجدّف نيوزيلندي.
- 7 نوفمبر – جيمس فرانكلين لاعب كركيت نيوزيلندي.
- 23 نوفمبر – كيرك بيني لاعب كرة سلة نيوزيلندي.
- 25 نوفمبر – إيرين مكدونالد
- 25 نوفمبر – ميخائيل ويلسون لاعب كرة قدم نيوزلندي.

### ديسمبر
- 5 ديسمبر – ستيفن أودونيل
- 24 ديسمبر – أندرو بارون لاعب كرة قدم نيوزلندي.
- 24 ديسمبر – جينا كروفورد تريثلت نيوزيلندية.

## وفيات

### فبراير
- 26 فبراير – دون إيفانز (مواليد 1909) منافِس أوليمبي نيوزيلندي.

### أبريل
- 11 أبريل – توم ماكدونالد (مواليد 1898) سياسي نيوزيلندي.
- 25 أبريل – فرانك لويس روجرز (مواليد 1932) سياسي نيوزيلندي.

### مايو
- 2 مايو – كلاري غريميت (مواليد 1891)
- 27 مايو – هارولد ماسترز (مواليد 1895)

### يونيو
- 16 يونيو – جون سيمبسون (مواليد 1907) لاعب كريكت نيوزلندي.

### يوليو
- 9 يوليو – يان بوتينغ (مواليد 1922) لاعب اتحاد رغبي نيوزيلندي.

### أغسطس
- 9 أغسطس – دينيس غلوفر (مواليد 1912)

### نوفمبر
- 28 نوفمبر – كيث كالدويل (مواليد 1895) عسكري نيوزيلندي.

### ديسمبر
- 5 ديسمبر – دون تايلور (مواليد 1923) لاعب كركيت نيوزيلندي.